# Grgo Vuković
Dr. Grgo (Grga) Vuković (Čonoplja, 10. listopada 1894. – München, 23. rujna 1956.) bio je hrvatski političar i novinar iz Bačke.

## Životopis
Studirao je pravo u Pešti. Zaposlio se u Somboru kao odvjetnik.
U ranoj se dobi počeo baviti politikom. Povezao se sa sugrađaninom Antunom Matarićem, u kojem je imao istomišljenika po stavu da su Bunjevci Hrvati, neodvojivi dio hrvatskog naroda.
Prije raspada Austro-Ugarske bio je zastupnik u budimpeštanskom parlamentu.
HRSS-ove republikanski i socijalni program je osim kod te dvojice, u Somboru našao pristaše i u Ivanu Bošnjaku, Šimi Karasu, Josipu Koliću, Franji Malbašiću, Franji Matariću, Franji Mijiću, Josipu Paliću, Antunu Parčetiću, Josipu Striliću, Antunu Vujeviću i drugima.
Vuković je pripadao Pripadao je vojvođanskom pokretu i HSS-u. 
Nakon uvođenja Šestosiječanjske diktature je 1934. pola godine izdavao list Danica, od veljače do kolovoza.
Bio je odbornikom u upravi Hrvatskog kulturnog društva Miroljub od početka rada tog društva 6. prosinca 1936. godine.
Nešto poslije je i sufinancirao kupnju prostora za rad HKD-u Miroljub. 
Društvo je okupljalo somborske Hrvate koji nisu bili zadovoljni kako se dotad najstarija i jedna od najvažnijih hrvatskih ustanova u Somboru, Bunjevačko kolo, nije jasno postavljala prema hrvatstvu Bunjevaca, a i zbog njene suradnje s vlastima.
Nakon što je utemeljena Banovina Hrvatska 1939., Vojvođanski pokret zapada u krizu, čemu je osobito pridonijelo pitanje pokrajine Bačke. Same granice Banovine Hrvatske nisu bile konačno rješenje i još su uvijek 
postojale snažne spekulacije o mogućim promjenama. 
HSS-ovo vodstvo s Mačekom na čelu je tražilo sjeverozapadni dio Bačke.
Vojvođanski pokret nije bio jedinstven. Jedni su bili za Mačekov pristup podjeli Bačke, dok je druga struja, u kojoj su dominirali Srbi i Mađari bila uz cjelovitost Vojvodine.
Kod Hrvata je bila nazočna struja koju je predstavljao senator iz Subotice Josip Đido Vuković i suprotna, struja kojoj je pripadao Grgo Vuković, pristaša jedinstvene Vojvodine.
Drugi svjetski rat u Somboru obilježava brzi dolazak mađarskih snaga.
Već 12. travnja 1941. su ušle u grad, 6 dana poslije napada osovinskih sila na Jugoslaviju.
Mađarske su pak vlasti nastavile politiku Kraljevine Ugarske.
Promicale su usitnjavanje hrvatskog naroda kroz etničke skupine, pa su favorizirale da se tamošnji Hrvati izjašnjavaju kao Bunjevci, čime bi našle potporu svojoj politici o negiranju postojanja Hrvata u Bačkoj.
Poučeno uhićenjima Blaška Rajića i Lajče Budanovića, somborsko se čelništvo HSS-a pasiviziralo. Grgo Vuković se odao kolaboraciji s mađarskim vlastima.
Ljeta 1941. su vlasti inscenirale uhićenje Vukovića zbog tobožnjeg "održavanja veza s NDH".
Insceniranje se napravilo da bi vlasti mogle prikazati ga kao žrtvu te da na taj način stekne povjerenje
somborskih Hrvata, a onda da kao njihov pouzdanik dođe na čelo zajednice "Bunjevaca i Šokaca", koja će biti odana Horthyjevom režimu.
Vlasti su u tu svrhu osnovale Bunjevačko-šokački kulturni savez.
Takvo ponašanje nije promaklo nacionalno svjesnim Hrvatima iz HKD-a Mirobljub koji se nisu pokolebali pred pritiscima.
Hrvati okupljeni oko HKD-a Miroljub su opstruirali sve Vukovićeve akcije.
U istom je razdoblju izlazio njegov list Naše novine.
Vukovićevo odlaženje na poklonjenje mađarskom vojnom zapovjedniku grada Sombora u ime HKD-a je pogoršavalo stvar.
Kad je izašao iz zatvora, otvoreno je stao uz okupacijske vlasti. 
Kolaboracija je išla dotle da je 1942. na hrvatskom prelu, prelu HKD-a Miroljub, tražio od predsjednika neka se uzvanicima obrati na mađarskom. Predsjednik je odbio, a govor je održao njegov pristaša Ivan Mironicki.
To je prevršilo mjeru te mu je većina članova zabranila rad u Miroljubu, a 1. travnja 1942. isključila iz HKD-a.
Isključenje su potpisali predsjednik HKD Miroljub Antun Matarić i tajnik Gustav Bogdan.
Za Vukovićem su otišle i njegove pristaše. Na taj način mađarskim je vlastima propao pokušaj postavljanja svog pouzdanika na čelo hrvatske zajednice. 
Godine 1943. su vlasti zabranile Miroljubu rad, pa je HKD nastavio raditi u ilegali;pa je Vuković i na tom polju ostao odsječen od svojih kulturno-političkih sveza. 
U listopadu 1944. ostavio je sve te sa suradnikom Antunom Vujevićem pobjegao iz Sombora.
Nastanio se u Münchenu gdje je djelovao pri HSS-u. Aktivnost mu je bila usmjerena protiv Jugoslavije.
Bio je počasnim predsjednikom Hrvatskog središnjeg odbora iz Münchena, skupine koja je politički naginjala centru.
Umro je 23. rujna 1956. godine. 
Godinu poslije u broju 7 hrvatski je emigrantski list Hrvatska revija objavila nekrolog o njemu kojeg je napisao Vinko Nikolić.